# Гета-канал
Гета-канал або Йота-канал (швед. Göta kanal) — судноплавний канал в Швеції, що сполучає Балтійське море північніше 58-ї паралелі і акваторію Каттегат. На заході виходить до міста Гетеборг, на сході до міста Седерчепінг. Загальна довжина близько 420 км. До складу каналу входить Тролльхеттанський канал, озера Венерн і Веттерн та відрізок завдовжки 190 км між цими озерами і Балтійським морем.
- Довжина 190 км, (штучна траса 87 км)
- Ширина 7-14 м,
- Найбільша глибина 3 м[1].
- Кількість шлюзів 58 шлюзів
- Може приймати судна до 32 м завдовжки, до 7 м завширшки і 2,8 м осадки[2].

Будівництво каналу розпочато в 1810, і тривало 22 роки. 26 вересня 1832 року канал був урочисто відкрито. В XIX столітті був найважливішою транспортною артерією Швеції. З розвитком залізничного та автомобільного транспорту між Гетеборгом і Стокгольмом почав втрачати стратегічне значення. Наразі один з головних туристичних маршрутів Швеції.